# Pierre Mignard

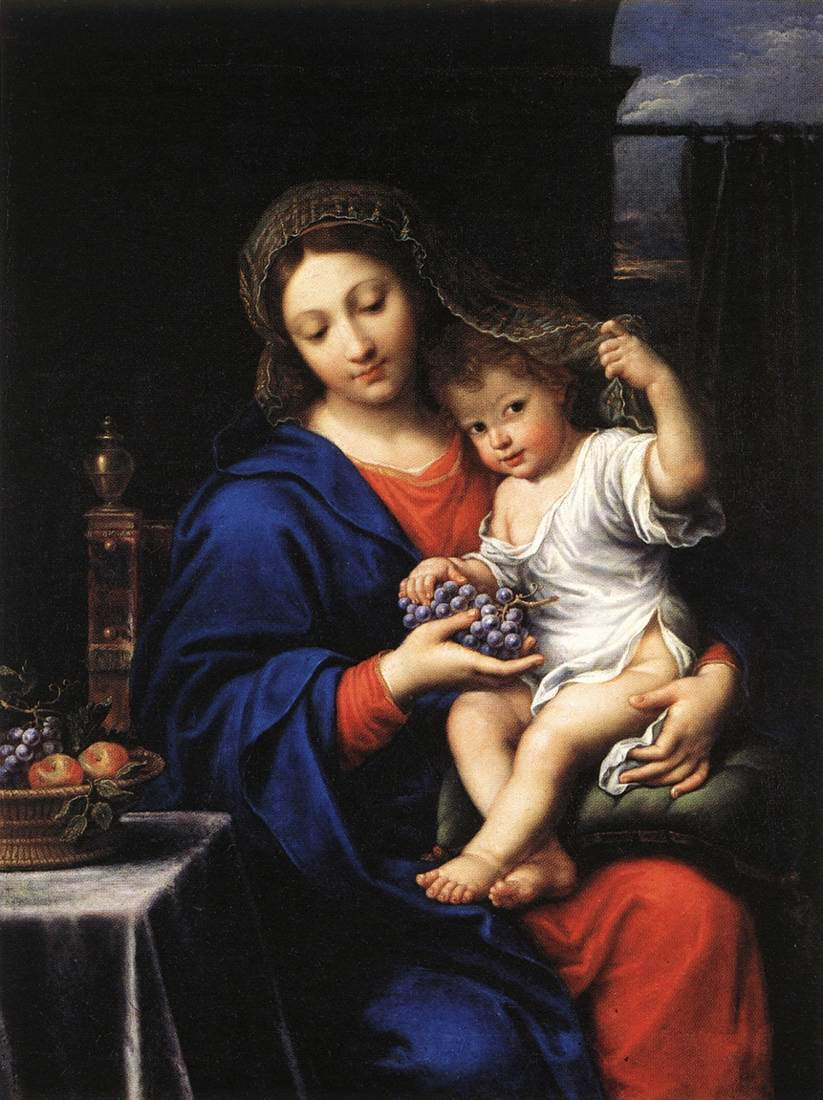
Madonna z winogronami, Luwr, 1640

Pierre Mignard znany też jako Le Romain (ur. 17 listopada 1612 w Troyes, zm. 30 maja 1695 w Paryżu) – malarz francuski, dyrektor Académie Royale de Peinture et de Sculpture.

## Życiorys
Uczył się początkowo w Troyes i Fontainebleau, później u Jeana Bouchera w Bourges, a w 1633 został uczniem Simona Voueta. W latach 1635–1657 przebywał we Włoszech, gdzie znalazł się pod wpływem malarzy z kręgu Nicolas Poussina. Poznał w tym czasie dzieła Annibale Carracciego i malarstwo weneckie, które miało wpływ na jego twórczość w czasie całej kariery artystycznej. Podczas pobytu w Italii artysta malował głównie obrazy religijne, najczęściej przedstawienia Madonny.
Po powrocie do Paryża artysta został malarzem dworskim, zajmował się malarstwem dekoracyjnym, wykonał na zlecenie Anny Austriaczki malowidła ścienne w Wersalu i pałacu w Saint-Cloud, oraz wspólnie z Charlesem Dufresnoyem iluzjonistyczne freski w kopule kościoła Val-de-Grâce w Paryżu. Malował też obrazy o tematyce religijnej i alegorycznej, największe uznanie zdobył jednak jako portrecista, stworzył m.in. liczne podobizny Ludwika XIV i jego dworzan. Największym konkurentem malarza był Charles Le Brun.
Po śmierci Le Bruna w 1690 roku Mignard przejął po nim kilka prominentnych stanowisk, został pierwszym malarzem królewskim, dyrektorem Académie Royale de Peinture et de Sculpture oraz Manufacture des Gobelins, był też generalnym kustoszem królewskich zbiorów sztuki. Zmarł w 1695 roku, gdy przygotowywał się do wykonania dekoracji w Pałacu Inwalidów w Paryżu.
Dwaj synowie Pierre’a Mignarda, Pierre II i Paul również byli malarzami. Malarstwem religijnym i portretowym zajmował się także brat artysty, Nicolas Mignard (1606-1668) znany pod przydomkiem d’Avignon.

## Twórczość
Pierre Mignard jest uważany za przedstawiciela tradycyjnego, akademickiego kierunku w XVII-wiecznym malarstwie francuskim. Na jego twórczość największy wpływ mieli malarze włoscy, szczególnie Wenecjanie, od których artysta przejął charakterystyczną kolorystykę. Krytycy dopatrują się też licznych źródeł jego inspiracji u Rubensa. Obecnie najbardziej cenione są liczne portrety Mignarda, które nie nosząc piętna akademizmu, swoją lekkością i świeżością zapowiadają malarstwo rokokowe.
Od nazwiska artysty powstał termin Les Mignaredes, oznaczający pełne wdzięku i delikatności przedstawienie Madonny z Dzieciątkiem.
Nazwiskiem malarza nazwano jedną z planetoid, (12898) Mignard.

## Prace
- Portret Krystyny z Komorowskich Wielopolskiej, Muzeum Narodowe w Kielcach,
- Ludwik XIV pod Maastricht, 1673,
- Perseusz i Andromeda, 1679, Luwr
- Święty Jan Chrzciciel, 1688, Prado
- Namiot Dariusza, 1689, Ermitaż
- Markiza de Seinelay jako Tetyda, 1691
- Portret Louisy de Kéroualle, księżnej Portsmouth, National Portrait Gallery
- Madonna z winogronami, Luwr